# Máirtín Ó Cadhain
Œuvres principales
 Cré na Cille ,  Un Braon Broghach ,  Athnuachan 
Máirtín Ó Cadhain (1905-1970) est l'un des écrivains en langue irlandaise les plus importants du XXe siècle.

## Biographie

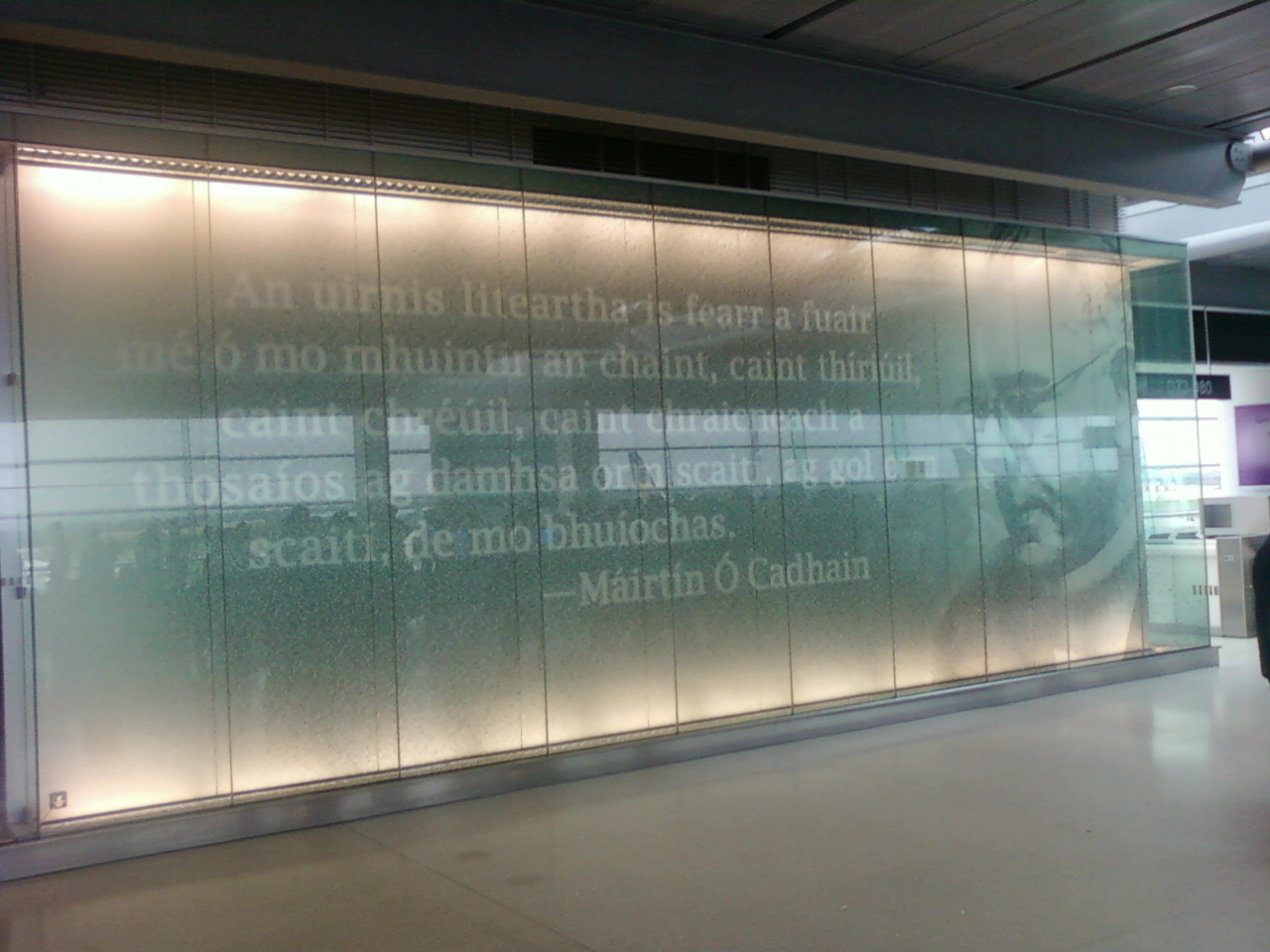
Mémorial dans l'aéroport international de Dublin

Né dans le Connemara, il fait des études pour devenir enseignant, mais en raison de ses conflits récurrents avec plusieurs prêtres et notables de sa région et de son engagement social et politique, il n'exerce son métier que peu de temps. Dans les années 1930, il participe à une campagne en faveur de l'attribution de terres à ceux qui parlent la langue irlandaise, qui se traduit par la création du Rath Cairn dans le comté de Meath. Il est ensuite arrêté et emprisonné dans le camp d'internement de Curragh, dans le comté de Kildare, en raison de son implication dans les activités illégales de l'IRA.
Máirtín Ó Cadhain est un prolifique auteur de nouvelles. Parmi ses recueils, on peut citer Cois Caoláire, An Braon Broghach, Idir Shúgradh agus Dháiríre, An tSraith Dhá Tógáil, An tSraith Tógtha et An tSraith ar Lár. Il a aussi écrit quelques romans, mais Cré na Cille est le seul à avoir été publié avant sa mort. Les deux autres, Athnuachan et Barbed Wire, n'ont été publiés que récemment. Les deux premiers sont essentiellement des descriptions de la vue quotidienne dans le Gaeltacht ; la dernière est une expérience linguistique liée à Ulysses de James Joyce. Il a également traduit le roman de Charles Kickham Sally Kavanagh en irlandais, sous le titre de Saile Chaomhánach, nó na hUaigheanna Folmha, et écrit quelques pamphlets politiques, principalement au sujet des rapports entre langue et politique. Un de ses ouvrages, Tone Inné agus Inniu, résume assez bien ses idées politiques au sujet de l'évolution du nationalisme irlandais depuis Theobald Wolfe Tone. Au début des années 1960, il a écrit en anglais et en irlandais une étude générale sur le statut social et l'usage actuel de la langue dans l'Ouest de l'Irlande, publiée sous le titre An Ghaeilge Bheo - Destined to Pass.

### La langue et le style d'écriture
Les conceptions politiques d'Ó Cadhain étaient un mélange de nationalisme irlandais, de socialisme et de radicalisme, auquel s'ajoutait une rhétorique anticléricale particulièrement virulente. Cependant, dans ses écrits sur l'avenir de la langue irlandaise, il se révèle assez pragmatique quant au rôle de l'Église en tant qu'institution, et appelle surtout à ce que les ecclésiastiques s'engagent de manière plus intense dans le combat pour la langue : pour lui, l'Église étant de toute façon présente, autant qu'elle s'adresse aux fidèles dans la langue nationale.
En tant qu'écrivain, Ó Cadhain est surtout connu pour avoir été un pionnier de la modernisation de la langue irlandaise. L'irlandais qu'il utilise est un dialecte du Connemara - on lui a d'ailleurs souvent reproché d'utiliser de façon abusive des tournures dialectales dans un contexte où la description du dialecte du Connemara ne l'exigeait pas - mais il n'hésitait pas à "cannibaliser" d'autres dialectes, en s'appuyant sur les classiques de la littérature irlandaise, et même sur le gaélique écossais, dès lors que cela pouvait enrichir son œuvre sur le plan linguistique et stylistique. De fait, la plupart de ses ouvrages sont réputés difficiles à lire pour ceux dont l'irlandais ne serait pas la langue maternelle.
Ó Cadhain étant aujourd'hui considéré comme un des principaux écrivains en gaélique irlandais, et ses œuvres ayant été difficilement éditées en raison de son engagement politique, ses œuvres inédites sont encore aujourd'hui en cours de publication.

## Œuvres

### Romans
- Athnuachan. Coiscéim. Baile Átha Cliath 1995
- Barbed Wire. Edited by Cathal Ó hÁinle. Coiscéim, Baile Átha Cliath 2002
- Cré na Cille. Sáirséal agus Dill, Baile Átha Cliath 1949/1965.
- The Dirty Dust. Yale Margellos, New Haven 2015.

### Recueils
- An Braon Broghach. An Gúm, Baile Átha Cliath 1991
- Cois Caoláire. Sáirséal – Ó Marcaigh, Baile Átha Cliath 2004
- Idir Shúgradh agus Dáiríre. Oifig an tSoláthair, Baile Átha Cliath 1975
- An tSraith dhá Tógáil. Sáirséal agus Dill, Baile Átha Cliath 1970/1981
- An tSraith Tógtha. Sáirséal agus Dill, Baile Átha Cliath 1977
- An tSraith ar Lár. Sáirséal Ó Marcaigh, Baile Átha Cliath 1986

### Écrits divers
- Caiscín. (Irish Times 1953–56) Coiscéim, Baile Átha Cliath 1998
- Tone Inné agus Inniu. Coiscéim, Baile Átha Cliath 1999
- Ó Cadhain i bhFeasta. Clódhanna Teoranta, Baile Átha Cliath 1990
- An Ghaeilge Bheo – Destined to Pass. Coiscéim, Baile Átha Cliath 2002.
- Caithfear Éisteacht! Aistí Mháirtín Uí Chadhain in Comhar , 1999.